# افرای منچوری
افرای منچوری (نام علمی: Acer mandshuricum) نام یک گونه از سرده افرا است.